# Aisin Seiki
Aisin Seiki Co., Ltd. (アイシン精機株式会社 Aishin Seiki Kabushiki Kaisha?), también conocida como Aisin, es una empresa japonesa que desarrolla componentes, productos y sistemas para la industria automotriz. Aisin fue incluida en la lista de la revista Fortune Global 500 como la compañía número 442 en el ranking de 2015.
Aisin Seiki fue fundada en 1949 como empresa suministradora de motores, sistemas de propulsión, chasis y otros componentes del automóvil para varias compañías.  Además del mercado de automóviles, Aisin ofrece otros productos para la vida diaria, como mobiliario, máquinas de coser, sistemas de energía, productos de bienestar y otros servicios.
Aisin está participado en un 30% por el Grupo Toyota.

## Historia
Aisin Seiki nació en 1949 como Tokai Aircraft Company (Grupo Toyota) y se estableció como empresa independiente en 1965, con la fusión de dos empresas de fabricación de piezas de automóviles, Aichi Kogyo y Shinkawa Kogyo. Desde entonces, ha creado una red de filiales para ofrecer tecnologías avanzadas a la industria automotriz mediante la diversificación. Cada empresa ha sabido optimizar un segmento del negocio especializado, lo que ha supuesto crear un grupo empresarial capaz de procesar diversos materiales como el acero, el aluminio y las resinas y convertirlos en productos que cubren prácticamente la totalidad del automóvil.

## Marcas del Grupo
Entre las marcas del holding podemos encontrar:
- Aisin AW — Transmisiones automáticas
- Aisin AI — Transmisiones manuales
- Advics, Hosei — Frenos
- IMRA — Láseres

## Aisin AW
Aisin AW es un importante fabricante de tecnología para automóviles. Establecido en 1969, tiene sede en Anjō, localidad cercana a Nagoya, Japón. Otra división importante está localizada en Okazaki.
Desarrolló en los primeros años del siglo XXI la transmisión y el primer navegador inteligente del mundo para el Toyota Prius.
Tiene también fábricas en Europa: AW Europe & AW Technical Center Europe (Braine l'Alleud, Bélgica), destinada a la investigación y desarrollo de proyectos y en Baudour (Bélgica), para la fabricación de transmisiones automáticas y productos electrónicos.

## Aisin AI
Aisin AI es una compañía independiente del Grupo Aisin Seiki. Fue creada en julio de 1991 y tiene sede en la ciudad de Nishio. Aisin AI empezó suministrado en exclusiva para Toyota, hasta 1996. Desde entonces, diversificó sus productos para atender a marcas como Daimler AG, Isuzu, Mazda, Nissan, Mitsubishi Motors, General Motors, Daihatsu, Hino Motors, Fiat, Volvo, Jeep, Porsche o Luxgen.

## Aisin USA
Aisin construyó una fábrica en Estados Unidos en 1986, que inició su producción en 1989. Ubicada en Seymour, Indiana, suministra componentes para Honda, General Motors, Mitsubishi, Nissan y Toyota. La compañía también opera en Marion, Illinois.
En octubre de 2005, Aisin USA inauguró una nueva planta de testaje en Fowlerville, Míchigan. Oficialmente llamada FT Techno America (FTTA), es conocido como Aisin Fowlerville y es un proveedor de componentes con unas ventas globales de más de $15.000 millones en 2004. En Míchigan, las compañías del Grupo Aisin emplean a 554 personas. FTTA es la quinta compañía de Míchigan. Fabrica productos y aplicaciones como transmisiones, frenos, drivetrains, chasis y sistemas y componentes de seguridad.

## Productos de propulsión alternativa
Entre los productos de Aisin Seiki encontramos: 
- Tracción delantera - motor sistema híbrido.
- Eje de transmisión para vehículos híbridos.

## Células solares
Aisin Seiki ha trabajado con Toyota Inc. de Laboratorios de I+D Central para desarrollar células solares sensibilizadas (DSC).